# Jean-Baptiste Lafrenière (pianiste)
Pour les articles homonymes, voir Jean-Baptiste Lafrenière et Lafrenière.
Jean-Baptiste Lafrenière (1874 - 4 janvier 1912) est un  pianiste et un compositeur canadien.

## Biographie
Né à Maskinongé, il passe son enfance à Montréal et Louiseville puis il fait son apprentissage musicale (piano, orgue, solfège, violon, cornet) au cours de ses étudies secondaires au collège Saint-Joseph de Berthierville. Il entreprend ensuite des études à l'Université Laval dans une discipline qui ne lui convient pas avant de se réorienter vers une carrière musicale en 1893, il n'a que 19 ans.
De 1885 à 1898, il donne des leçons de piano et agit en maître de chapelle à l'église Saint-Charles-Borromée de Joliette et dirige la société cécilienne locale. Il s'établit ensuite dans la ville de Montréal, où il joue dans les cabarets et travaille dans le Théâtre National et le Théâtre français.
Au début du XXe siècle, il s'initie aux genres musicaux modernes, en particulier à l'émergence du ragtime aux États-Unis. Collaborateur de Léo-Ernest Ouimet, il fit carrière au Ouimetoscope puis il fut  accompagnateur au Théâtre des Nouveautés. 
Il compose plusieurs œuvres qu'il publie pour la plupart dans Le Passe-temps. Sa pièce la plus souvent jouée est Raggity-Rag, qui fut rééditée en 1967 et mise en disque compact. 
Surnommé le « Strauss canadien », il souffrit de tuberculose et vécut dans la pauvreté malgré son talent, avant de mourir le 4 janvier 1912, âgé seulement de trente-sept ans. De nos jours, grâce à la pianiste, Mimi Blais, la nouvelle Reine du ragtime, la musique de Jean-Baptiste Lafrenière est redécouverte  par un grand nombre de musiciens et de mélomanes qui se laissent charmer par sa beauté. On l'entend régulièrement sur Radio-Classique Montréal. 

## Œuvres

### Ragtime
- Hip! Hip! Hourra! (two-step, 1907)
- Raggity-Rag (two-step, 1907) :
- Sillyâss (two-Step, 1907)
- Ben (two-step pour orchestre, 1911)
- Balloon Rag (two-step pour piano, 1911)
- Taxi Rag (two-step, 1911)
- John Chow Chow Rag (rag two-step, 1912)

### Valses
- Margo (valse brillante, 1900)
- Yvette (valse, 1901)
- Valse-lanciers (pour piano, 1903)
- Valse-lanciers sur des airs d'opéra (1905)
- Valse miroir (1907)
- Madelon (valse, 1907; éditée chez Dupuis Frères, le grand magasin montréalais)
- 1909 Waltz-Lancers (1909)
- Jannôt Valse (1911)
- National (valse-lanciers, 1911)
- Patria (grande valse pour piano, 1911)
- Fleurs de Neige (valse, 1912)
- Aeroplane Waltz (1912)
- Jeannette (valse, 1912)
- S'VON (valse élégante, 1912)
- The Bohemian Lager Waltz (1919 - parution posthume)

### Pièces variées pour piano
- Les Cascades (caprice brillant, 1899)
- Adriano (caprice, 1901)
- Victo (mazurka, 1904)
- Charmeuse (gavotte, 1907)
- À la Québécoise (danse pour piano, 1908) pour commémorer le 300e de la ville Québec
- Mario (danse caractéristique, 1914 - parution posthume)
- Railleuse (gavotte, 1914 - parution posthume)

### Mélodies
- Les mélodies ou chansons
- Ma douce amie (chanson, 1902)
- Le Réveil de bébé (chanson, 1903)
- When the Bells Chime (chanson, 1905)
- Les Nids (chanson, 1908)
- Allons cueillir des fraises (chanson, 1909)
- Cruelle (romance, 1910)
- La chanson de la grive (chanson-valse, 1911)
- Le Petit Misère (histoire triste, 1911)
- Cloches, Sonnez ! (1911)
- Salut-à-Toi, Nouvelle Année ! (chanson, 1911)

### Marches
- Les marches (avec date de publication)
- Alfred March (1895 - œuvre perdue)
- L'Étoile du Nord (morceau de fanfare, 1896 - œuvre perdue)
- Notre chef (marche pour piano, 1899)
- Le Couronnement (marche pour piano, 1902)
- Marche Nationale (1904)
- La Marche des Travailleurs (marche pour piano, 1927 - parution posthume)

### Pièces sacrées
- Messe de Noël (1894 - œuvre perdue)
- Pace Domine (1897 - œuvre perdue)
- Ecce Fidelis (1897 - œuvre perdue)
- Tantum Ergo (1897 - œuvre perdue)